# بيرني كولسن
بيرني كولسن هو ممثل كندي، ولد في 1965 في فانكوفر في كندا.

## وصلات خارجية
- بيرني كولسن على موقع IMDb (الإنجليزية)
- بيرني كولسن على موقع أول موفي (الإنجليزية)
- بيرني كولسن على موقع قاعدة بيانات الفيلم (الإنجليزية)